# Dichromodes carbonata
Dichromodes carbonata är en fjärilsart som beskrevs av Walker 1861. Dichromodes carbonata ingår i släktet Dichromodes och familjen mätare. Inga underarter finns listade i Catalogue of Life.